# Raimondo D’Aronco
Raimondo Tommaso D’Aronco (ur. 31 sierpnia 1857 w Gemona del Friuli, zm. 3 maja 1932 w San Remo) – włoski architekt, tworzący w stylu secesji.

## Życiorys
W konkursie na projekt pomnika króla Wiktora Emanuela II zdobył srebrny medal. W 1893 roku został zaproszony do Stambułu pracował na dworze sułtana Abdula Hamida II do 1909.